# Розенгартен (Округ Харбург)
Розенгартен (њем. Rosengarten) општина је у њемачкој савезној држави Доња Саксонија. Једно је од 42 општинска средишта округа Харбург. Према процјени из 2010. у општини је живјело 13.385 становника. Посједује регионалну шифру (AGS) 3353029.

## Географски и демографски подаци
Розенгартен се налази у савезној држави Доња Саксонија у округу Харбург. Општина се налази на надморској висини од 85 метара. Површина општине износи 63,7 km². У самом мјесту је, према процјени из 2010. године, живјело 13.385 становника. Просјечна густина становништва износи 210 становника/km².